# 晏父戎
晏父戎，中国春秋时期齐国政治人物，齐庄公的车右。
前550年秋，齐庄公发兵攻打卫国。第一前锋，穀荣为王孙挥御戎，召扬作为车右。第二前锋，成秩为莒恒御戎，申鲜虞的儿子傅挚作为车右。曹开为齐庄公御戎，晏父戎作为车右。齐庄公的副车，上之登为邢公御戎，卢蒲癸作为车右，左翼，牢成为襄罢师御戎，狼蘧疏作为车右。右翼，商子车为侯朝御戎，桓跳作为车右。后军，商子游为夏之御寇御戎，崔如作为车右，烛庸之越等四人共乘一辆车殿后。从卫国出发并将由此进攻晋国。